# Viaduto Resende
O Viaduto Resende é o viaduto ao lado do Viaduto Bulhões. 36 anos mais novo do que o viaduto mais velho da pista sentido São Paulo-Rio. Sua última obra de modernização foi a substituição da proteção lateral. Que era de mureta de ferro em cima de muro de proteção, agora é  muro de proteção alto. A obra foi realizada pela CCR NovaDutra em 14 de dezembro de 2008.